# I. György István moldvai fejedelem
I. György István, vagyis Gheorghe Ștefan (? – 1668) Moldva fejedelme volt 1653. április 13. – május 8., illetve 1653. július 16. – 1658. március 13. között. 
Vasile Lupu moldvai fejedelem udvari kancellárja volt, és a fejedelem ellensége, a havasalföldi Matei Basarab bujtotta lázadásra, de II. Rákóczi György is támogatta. A lázadásra egyrészt az volt az ürügy, hogy a fejedelem gúnyt űzött a feleségéből, másrészt pedig az, hogy Vasile Lupu előnyben részesítette a görögöket. György István elűzte Vasile Luput, aki a kozákoknál talált menedéket, majd visszatért és Popricani-nál vereséget mért volt kancellárjára, aki elárulta. György István Havasalföldre menekült. Vasile Lupu oda is követte, de Matei Basarab legyőzte, így Lupu végleg elvesztette a trónt és a tatárokhoz, majd Konstantinápolyba menekült.
György István 1653-ban megvásárolta a törökök általi elismerést. A szükséges összeg előteremtéséhez új adókat vetett ki. Zaklatta a görögöket és Vasile Lupu rokonait, ezzel kiváltotta azt, hogy Konstantinápolyban panaszkodjanak és intrikáljanak ellene.
1655-ben Ploieștinél segített Rákóczi Györgynek leverni havasalföldi hűbérese lázadását.
A törökök a Rákóczival kötött szövetséget sem nézték jó szemmel, különösen, hogy Rákóczi szövetkezett Havasalfölddel, Moldvával, Svédországgal, Brandenburggal és a kozákokkal is. Seregei részt vettek a Lengyelország elleni csúfos kudarccal végződött háborúban. Végül a moldvai és havasalföldi katonák cserbenhagyták az erdélyieket és Lengyelországból visszatértek hazájukba. A porta, attól tartva, hogy ez a szövetség ellene is fordulhat, 1658-ban lecserélte a fejedelmet, Ghica Györgyöt ültetve helyére. György István a havasalföldi Constantin Șerban Basarab és Rákóczi segítségével megpróbált visszatérni, de vereséget szenvedett. Ez után 1662-ben Lengyelországban és Ausztriában, 1665-ben Brandenburgban, Moszkvában és Svédországban bujdosott. 1668-ban elhagyatva halt meg Szczecinben, majd felesége visszahozatta az országba a holttestét. Feltételezik, hogy a cașini kolostorban van eltemetve.

## Fordítás
Ez a szócikk részben vagy egészben a Gheorghe Ștefan című román Wikipédia-szócikk ezen változatának fordításán alapul.  Az eredeti cikk szerkesztőit annak laptörténete sorolja fel. Ez a jelzés csupán a megfogalmazás eredetét és a szerzői jogokat jelzi, nem szolgál a cikkben szereplő információk forrásmegjelöléseként.